# Verbund der Deutschen Zentralen Fachbibliotheken
Der Verbund der Deutschen Zentralen Fachbibliotheken (auch geführt unter dem Kooperationsnamen Goportis) ist ein deutscher Bibliotheksverbund der Zentralen Fachbibliotheken (Technische Informationsbibliothek Hannover, ZB MED – Informationszentrum Lebenswissenschaften Köln/Bonn, Deutsche Zentralbibliothek für Wirtschaftswissenschaften Kiel/Hamburg). Die drei Bibliotheken sind Mitglieder der Wissenschaftsgemeinschaft Gottfried Wilhelm Leibniz (WGL).
Der Verbund wurde im März 2009 in Köln gegründet, um die bereits bestehende Zusammenarbeit zu institutionalisieren.
Ziele der Kooperation sind die Bündelung von Wissen und die Anregung von Weiterentwicklungen in folgenden Kompetenzfeldern:
- Lizenzierung
- Langzeitarchivierung

Auf der Informationsplattform von Goportis finden sich zu den genannten Themen weiterführende Informationen sowie Publikationen, Links und Kontaktpersonen.

Neben den Kompetenzfeldern wird im Rahmen von Goportis auch an den Themen Marketing für den Verbund und Organisationsentwicklung innerhalb der Kooperation gearbeitet.